# Grangel Studio
Grangel Studio és un centre creatiu multimèdia que ofereix serveis de disseny a nivell gràfic i visual. Fundat al 1995 a Barcelona per Carlos i Jordi Grangel, és considerat un estudi de prestigi en la creació de personatges i aconseguiment d’estils per al cinema d’animació.
Dins de la producció d’animació, Grangel Studio també compta amb experiència en publicitat, merchandising i imatge corporativa.
Carlos Grangel, anys abans de fundar el seu estudi amb el seu germà Jordi, va començar treballant en el món del còmic i la il·lustració, però amb el temps va decidir endinsar-se en el món de l'animació amb la idea de poder crear i dissenyar els seus propis personatges. Al 1989 es va unir a Amblimation, una companyia londinenca d'animació que en aquell temps dirigia Steven Spielberg. Va ser aquest cineasta qui va escollir a Grangel per dissenyar els personatges de la producció Rex: un dinosaure a Nova York.
Des de llavors, ambdós germans no han deixat de col·laborar en tota mena de projectes, entre els quals trobem Balto (1995), The Prince of Egypt (1998), La ruta cap a El Dorado (2000), Spirit (2002), Simbad, la llegenda dels set mars (2003), L'Espantataurons (2004), La núvia cadàver (2005), Madagascar (2005), Kung Fu Panda (2008) i Hotel Transsilvània (2012), entre d'altres. El cas és que Grangel Studio s'ha convertit en un estudi de gran rellevància, no només per a diverses productores, com DreamWorks Animation, Sony Pictures, Aardman Ltd, Laika Entertainment, Warner Bros, Les Armateurs, Boréales, Munich Animation, Blizzard Animation, Colossal Pictures o Universal Pictures, sinó que també per a directors com Tim Burton, Steven Spielberg, Jeffrey Katzenberg, Andrew Lloyd Webber, Monty Python o Ridley Scott.
Tant els germans Carlos i Jordi Grangel, com el seu soci a Grangel Studio Carles Burgès, són membres de l'Acadèmia del Cinema Català. També Carlos Grangel n’és de l'Acadèmia de Hollywood, doncs aquesta va voler fer un homenatge col·lectiu pels seus 25 anys de trajectòria al sector.

## Història
Després de graduar-se a l’institut, Carlos Grangel (nascut a Barcelona al 1963) va completar la seva formació com a il·lustrador i, al 1980, va començar a treballar en Bruguera, que després de mig any va tancar les portes. Al 1981, va dibuixar els seus primers còmics per l'edició espanyola dels coneguts personatges Tom & Jerry, L'Ós Yogi i Els picapedra. També va treballar als estudis Sanchís-Bonet i Comic Up per a les editorials alemanyes Comicon i Pabel-Moewig, així com pels socis danesos i holandesos de Disney. Allà va ser on va conèixer a Carles Burgès, amb qui actualment forma equip a Grangel Studio. A més, va crear il·lustracions per llibres i targetes de felicitació infantils. Amb el temps, l’il·lustrador va sentir la necessitat de reinventar-se i va fer un curs de tècniques d’animació que, un cop realitzat, el va portar a buscar treball a Anglaterra.
Al 1990, Carlos Grangel va començar a treballar com a dissenyador de personatges i de “story boards” a l'estudi londinenc del director Steven Spielberg, Amblimation, associat també amb Universal Pictures. Durant aquest període va treballar en les produccions de Balto i Rex: un dinosaure a Nova York (1993), a més d'altres tres històries que per altres motius no van arribar a realitzar-se, aquestes són Cats, Just So Stories i Crazy Dog. Tres anys més tard, aquest va tornar a Barcelona i va ser aleshores quan l'estudi dels germans va passar a ser un centre creatiu professional que es va dedicar principalment a la creació de personatges i estils per als films d’animació.
Les seves primeres creacions van relacionar-se amb el món de la publicitat o altres empreses reconegudes en el sector, alguns exemples de les quals són Richard Purdum Productions o Colossal Pictures.
Al 1994 van encarregar-se de la creació dels personatges d’un dels curtmetratges guanyador de diversos premis, The Periwig Maker, també nominat a l'Óscar l’any 2001.
Temps més tard, al 1995, Grangel Studio va incorporar-se a una productora fundada per Steven Spielberg, Jeffrey Katzenberg i David Geffen, DreamWorks Animation. Va ser aquí on aquest equip creatiu va realitzar moltes noves produccions d’animació, com El príncep d'Egipte (també van participar en el disseny de la tipografia del film), Antz-Hormigaz, La ruta cap a El Dorado (en la que van dissenyar la tipografia de la pel·lícula), Simbad, la llegenda dels set mars, Spirit, Madagascar, Kung-Fu Panda, L'espantataurons, Bee Movie, Ciutat Ratolí i Com ensinistrar un drac.
Cal destacar que, al 2000, l'estudi barcelonès va dissenyar la imatge del logo i la cal·ligrafia del conegut film Gladiator.
Va ser al 2002 quan els germans van començar el seu treball amb Tim Burton, doncs aquest s'havia fixat en els seus dissenys del curtmetratge The Periwig Maker, de Steffen Schäffler, durant la preproducció del seu film Mars Attaks! a l'empresa Mackinnon & Saunders, amb la qual també van col·laborar per elaborar aquest projecte. Aquesta crida d’atenció el va portar a voler col·laborar amb ells, doncs després de l'estrena de Malson abans de Nadal, el director volia realitzar una pel·lícula amb el mateix grau d’originalitat. Així doncs, aquest fet va comportar que Grangel Studio fos el creador dels personatges del seu nou llargmetratge, La Núvia Cadàver, de la productora Warner Bros, pel·lícula en la que Carlos Grangel, Jordi Grangel i Carles Burgès van encarregar-se de posar estil a tots els personatges que hi apareixerien. Degut a la gran quantitat de feina, els tres membres de l'estudi es van especialitzar en tres diferents departaments: Carlos Grangel en el disseny dels personatges (aproximadament uns 80), al seu torn, Jordi Grangel seria el dissenyador dels personatges i l'especialista de la supervisió dels ninots, mentre que Carles Burgès s'encarregaria del logotip, del disseny del vestuari dels personatges, la cal·ligrafia i els crèdits del film. A més, Grangel Studio va aportar props i, posteriorment, la realització i supervisió de productes per al Merchandising i Consumer.
Per dur a terme tota aquesta feina, l'estudi va haver de endinsar-se plenament en l'època victoriana, documentant-se i aplegant doncs imatges de més de trenta llibres sobre vestuari, art i costums de la societat londinenca de principis de segle. També, per crear els personatges d’aquest film, els dissenys van tenir com a base la personalitat gòtica del director, Tim Burton, i elements d'altres il·lustradors, com Edward Gorey, Ronald Searle i José Guadalupe Posada.
Durant aquest període de treball, Grangel Studio va rebre la proposició de dissenyar els personatges de la pel·lícula Ratatouille, de Pixar, feina a la que, tot i ser motiu per estar il·lusionats, van haver de renunciar degut a la gran quantitat de treball que encara tenien per davant amb La Núvia Cadàver.
Amb tot, al 2003 es va estrenar una altra obra en la qual Grangel Studio hi va treballar: Simbad, la llegenda dels set mars.
Al 2011, una nova pel·lícula va sortir d’aquest estudi: Arthur Christmas: operació regal, de Sony Pictures i Aardman Animations.
Anys després, al 2012, es va estrenar un llargmetratge d’animació d’Aardman i de Sony Pictures, Pirates!, per a la qual l'estudi barcelonès havia dissenyat els personatges i s'havia fet càrrec de la creació del títol. També, aquest mateix any, va sortir a la llum un altre projecte estel·lar de Sony Pictures, Hotel Transsilvània, en el que Grangel Studio havia tornat a participar amb l’aportació de dissenys per als personatges i la creació del títol del film.
Al 2013 i el 2014 van col·laborar en les produccions de Zodiac i Boo, de DreamWorks Animation.
Un any més tard, al 2015, van treballar en el projecte "9 Elephants War" i, també amb la comèdia "Pourquoi j'ai pas mangé mon père", de les productores franceses Les Armateurs, Pathé i Boreales.
Al 2016, l'estudi va participar en el projecte "Ron’s Gone Wrong", de la productora britànica Locksmith Animation, que s'estrenarà a l’abril del 2021 amb la distribució de la productora Disney. D’altra banda, també van ser partícips en la producció de "Legend of Araman", realitzada per Berk Productions.
L’any següent, van produir el curtmetratge "Nina, the Little Bulldozer'".

## En publicitat
Grangel Studio també ha col·laborat amb els seus dissenys en el món de la publicitat i, per tant, amb marques com Coca-Cola, Bell, Müllermilk, Cruzcampo (Heineken Group), Danone, Jun Planning Co., Gentle Giant i McFarlane Toys.

## Exposicions
Moltes d’aquestes obres han arribat a obtenir un rellevant valor artístic, motiu pel qual alguns museus i espais especialitzats en el sector han volgut mostrar-les a les seves sales i passadissos. Alguns d’aquests exemples són el MoMA: The Museum of Modern Art a Nova York, The American University Museum and College Art and Sciences a Washington, La Cinémathèque Française de París, The Tiff Bell Light Box a Toronto, El Museo Arocena de Torreón a Mèxic, la Exposició de Shangai 2010, SeMa: Seoul Museum of Art, Es Baluard Museu d’Art Modern i Contemporani de Palma a Mallorca, LACMA: Los Angeles County Museum of Art i The ACMI: Australian Centre for the Moving Image.

## Nominacions i premis
- Diploma a Carlos Grangel en tecnologia d’animació de la Createcnia School for design and communication de Barcelona (1989).[7]
- Premi Àngel de la Comunicació al 2000 (Girona).[1]
- Nominació als Óscar pel film The Periwig Maker (2001).[11]
- Annie Award a Carlos Grangel per la creació dels personatges de Spirit: el cavall indomable (2002). Va ser el primer cop que aquest premi s'entregava a un estudi que no residia als Estats Units.[6]
- Nominació als Annie Award per la creació dels personatges de L'espantataurons (2004).[13]
- Reuben Award a Carlos Grangel per La núvia cadàver (2005).[13]
- Premi Mundos Digitales al 2006 (La Corunya).[1]
- Nominació als Annie Award per la creació dels personatges de La núvia cadàver (2006).[13]
- Premi ANIMAC al 2015 per la seva singular i internacional trajectòria.[4]
- Guardonat pel Consell Europeu doctors Honoris Causa el 28 d’abril del 2016.[1]